# Callicostella kaernbachii
Callicostella kaernbachii är en bladmossart som beskrevs av Brotherus och Fleischer 1908. Callicostella kaernbachii ingår i släktet Callicostella och familjen Hookeriaceae. Inga underarter finns listade i Catalogue of Life.